# Nitrate de potassium
Le nitrate de potassium est un composé chimique, ionique, anhydre, composé d'anions nitrate et de cations potassium, de formule brute KNO3. Ce composé minéral salin de densité entre 2,1 et 2,2 suivant sa pureté, soluble dans l'eau, est le nitre des minéralogistes, caractéristique des zones désertiques, ou le salpêtre, bien connu probablement avant le Moyen Âge, des anciens chimistes ou collecteurs-fabricants de poudre noire. Il était aussi nommé dans l'ancienne nomenclature chimique française « nitrate de potasse », voire nitre de potasse.
« Salpêtre » signifie littéralement en latin médiéval « sel de pierre » (salpetrae). L'appellation « salpêtre » ne s'applique pas qu'au corps chimique anhydre, mais aussi aux corps hydratés constituant une couche pulvérulente blanchâtre qui se forme sur les vieux murs humides par évaporation de l'eau. Le salpêtre était récolté en grattant des pierres ou des briques situées dans des lieux sombres autrefois marqués par un environnement ammoniaqué, comme les caves d'affinages, les étables, les écuries, ou à défaut, par des eaux riches en ions ammonium ou nitrates.
Les ions ammonium sont facilement oxydés en nitrates par les bactéries dites nitrifiantes présentes dans ces environnements. Le sel anhydre est obtenu par simple séchage, opération naturelle voisine de l'efflorescence conduisant à la perte de l'eau de cristallisation des sels hydratés.
Un mélange proportionné de poudres de soufre, de charbon de bois pulvérulent et de salpêtre permet de fabriquer de la poudre à canon ou poudre noire. Cette poudre allumée disparaît en un nuage de gaz vite dissipé. Simplement mélangé à du charbon de bois en poudre, le salpêtre explose à la chaleur. Son usage comme explosif fut de fait un des principaux emplois historiques du nitre ou du salpêtre.

## Propriétés chimiques et physiques
Il s'agit le plus souvent d'une poudre cristalline incolore transparente à blanchâtre, masse saline informe et pulvérulente, parfois mise en pastille commerciale, friable et légère de densité avoisinant 2,11.
Le nitrate de potassium est moins soluble dans l'eau à température ambiante que le nitrate de sodium. L'eau pure ne peut en contenir que 357 g/L à 25 °C (contre 912 g/L pour le nitrate de sodium).

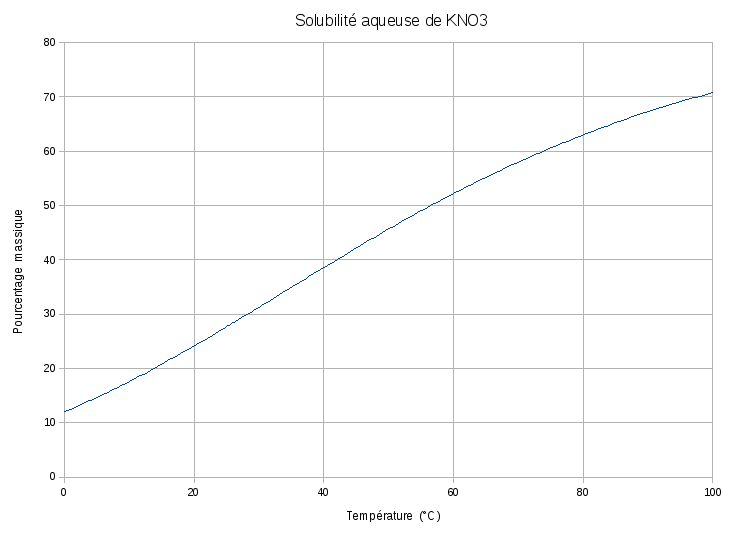
Solubilité aqueuse du salpêtre.

Sa solubilité pour 1 L d'eau pure croît rapidement avec la température ; elle passe de 130 g à 0 °C, à 270 g à 20 °C, à 410 g à 60 °C, puis à 2 470 g à plus haute température. À titre de comparaison, quand la température varie, la solubilité du chlorure de sodium reste pratiquement constante aux alentours de 360 g/L. Le nitrate de potassium est insoluble dans l'éthanol pur, mais il est légèrement soluble dans l'alcool à 95 %, soit 0,1 g à 0 °C. Il s'agit d'un effet dû à la plus grande polarisabilité des cations potassium ayant un rayon ionique plus grand que celui des cations sodium.
Cette propriété est utilisée pour préparer le nitrate de potassium en solution aqueuse, à partir de nitrate de sodium (nitronatrite) et de chlorure de potassium (sylvine) :
NaNO3 aqueux + KCl aqueux → NaCl déposé à chaud + KNO3 plus soluble à chaud, se dépose ensuite à froid
Le nitrate de potassium est soluble dans la glycérine et a comme propriété d'être une matière comburante (un oxydant), qui active toute combustion. L'effet de la chaleur tend à libérer l'équivalent d'une molécule d'oxygène sous forme d'oxygène actif qui contribue à l'oxydation du milieu ou aggrave l'incendie. En métallurgie, son usage permet de brûler les résidus carbonés ou sulfurés, voire de bronzer ou d'oxyder les métaux. Le nitrate de potassium seul n'est pas explosif et n'est pas toxique. Son mélange avec des combustibles peut donner des préparations explosives ou fumigènes.
Le processus de dégradation comme engrais épandu est similaire. Dans un milieu chaud, le salpêtre libère l'oxygène et laisse à faible dose de l'azote assimilable par les plantes. Toutefois, à forte dose, les plantes accumulent les nitrates, qui sont par ailleurs toxiques pour les mammifères supérieurs[réf. nécessaire].
Le salage des viandes au nitrate de potassium, dénommé conservateur E252 dans l'industrie agro-alimentaire, confère une couleur rouge par effet d'oxydation et de dessèchement superficiel.

## Formation sur les murs ou cavités

### Origine

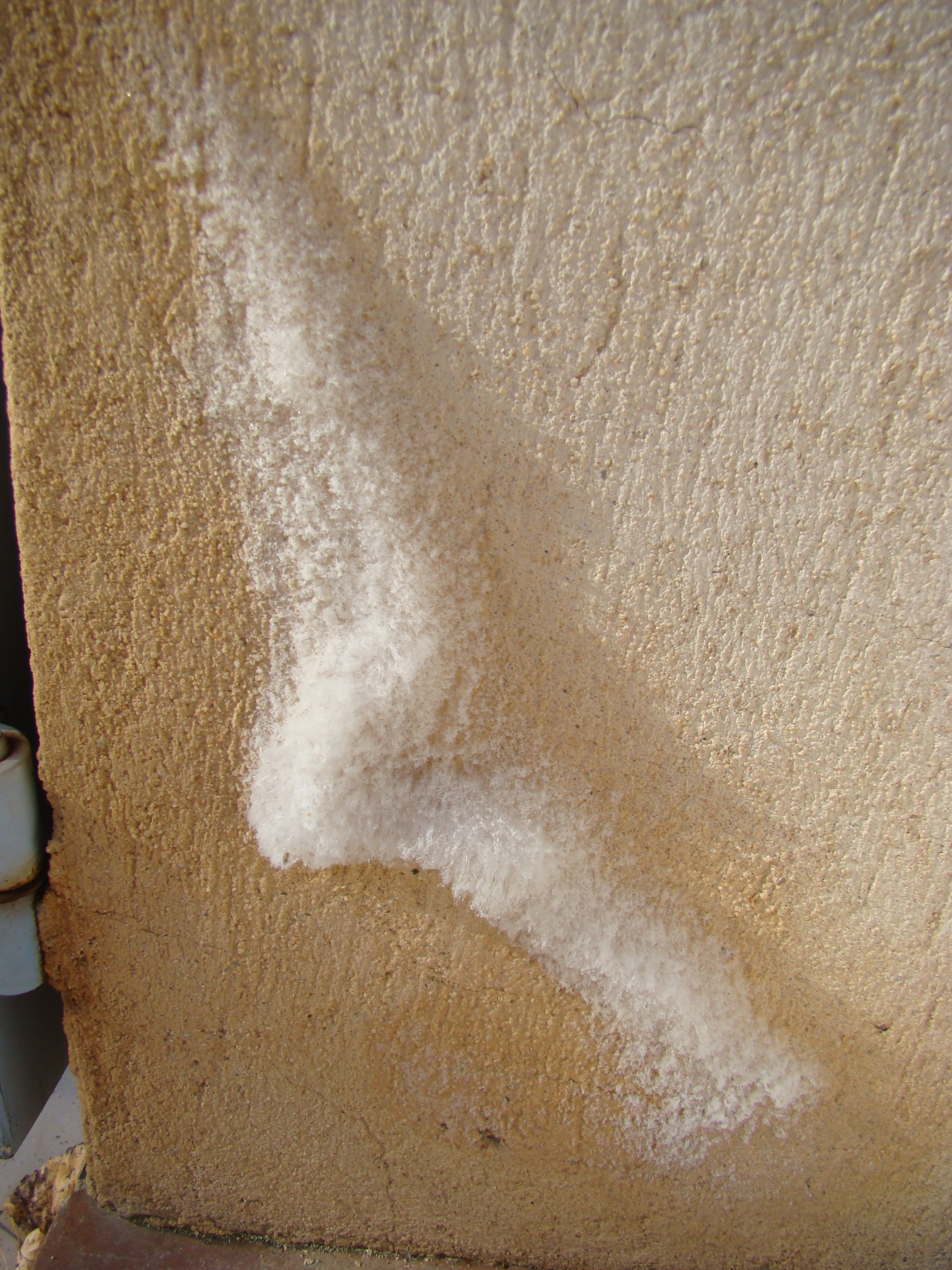
Formation de salpêtre sur un mur après de fortes pluies.

La formation de salpêtre et des sels minéraux qui lui sont associés est une conséquence des remontées d'humidité par capillarité dans les murs des vieilles constructions, que ce soit sur les murs de pierre, de briques, sur les plaques de plâtre collées à ces murs, derrière les enduits, les peintures ou dans les caves.
Les bâtiments récents disposent en revanche d'une arase étanche : cette barrière isole la base des murs et permet de faire face à la remontée d'humidité du sol.
Comme les anciens bâtiments ne sont pas équipés de cette barrière, l'eau contenue dans le sol va remonter et entraîner avec elle les sels hygroscopiques, le plus souvent des nitrates, sulfates ou chlorures.
À la surface du mur, l'eau s’évapore, tandis que les sels redeviennent stables et se recristallisent. Des apports épisodiques en humidité font se répéter plusieurs fois le processus de recristallisation ce qui a pour effet la formation de cristaux de plus en plus purs. Le dépôt qui se forme, le salpêtre, ressemble à un amas de fibres blanches.
Ces dépôts de nitre sont très fréquents dans les environnements ammoniaqués, comme les caves d'affinages, les étables, les écuries, à proximité d'une fosse septique ; l'ammoniac s'y forme à partir de l'urine. On les trouve aussi dans les régions où l'eau est riche en ions ammonium ou encore naturellement riche ou bien polluée par les nitrates. Les matières organiques progressent dans les murs par capillarité, où elles rencontreront l'air et les bactéries nitrifiantes qui vont produire le salpêtre.
Autrefois, celui-ci était récolté dans les caves ou certaines grottes (notamment à Mammoth Cave au Kentucky) par les collecteurs de poudre.
Le salpêtrage est la formation du salpêtre sur les murs, soit naturel, sur les murs salpêtreux ou encore artificiel. Dans ce cas, les chimistes opéraient en cuve.
Le salpêtre pouvait être recueilli par brossage, c'est le salpêtre de houssage.

### Dégâts causés

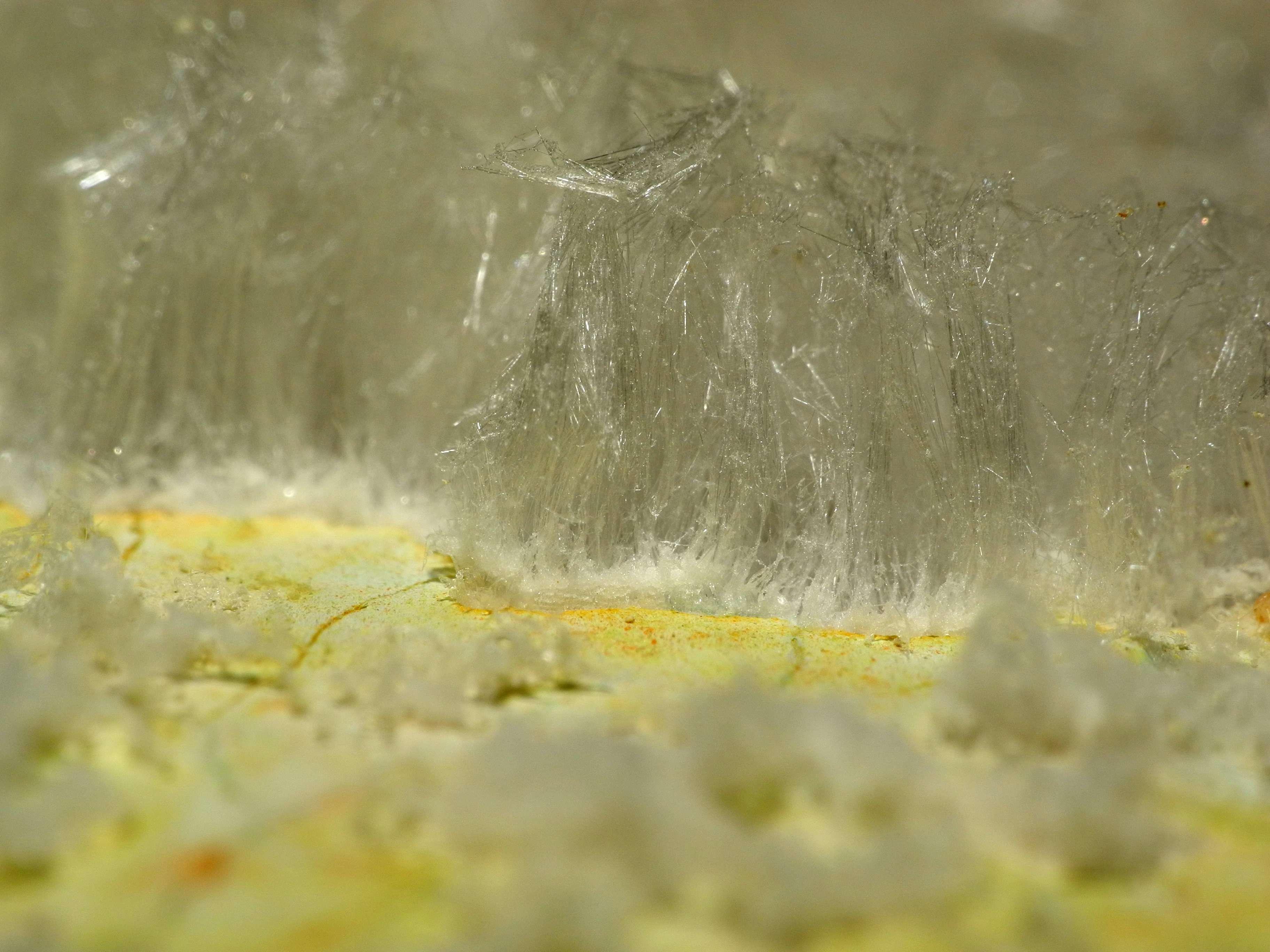
Filaments de salpêtre (détails) à la surface d'un mur.

En cas de reprise d'humidité, les sels cristallisés se dissolvent et peuvent à nouveau recristalliser lorsque les murs sèchent. La répétition de ces cycles (dissolution/recristallisation) engendre une pression de cristallisation importante dans les matériaux poreux. A chaque cristallisation, les cristaux exercent une pression importante sur les parois internes des pores où ils croissent, ce qui soumet le matériau à une contrainte interne de traction. Ce phénomène provoque de nombreux dégâts aux murs car en croissant les cristaux détruisent les enduits hydrauliques (extérieurs) et les enduits en plâtre (intérieurs) ainsi que les finitions :
- le salpêtre décolle les enduits, le papier peint et les finitions ;
- derrière des lambris, le salpêtre accélère la pourriture du bois ;
- il peut aussi directement réduire les briques en poudre.

Ces détériorations requièrent des travaux réguliers d'entretien si les murs ne sont pas protégés correctement contre l'humidité. En outre, les murs sont détériorés en profondeur et les fondations sont fragilisées, car les sels minéraux sont présents dans toute leur épaisseur et finissent par se concentrer à la surface des matériaux.
Dans la plupart des murs en briques, les cristaux blancs se formant à leur surface ne sont pas composés de nitrate de sodium (NaNO3) comme on le pense souvent à tort, mais de gypse (CaSO4・2 H2O) ou de mirabilite (Na2SO4・10 H2O) / thénardite (Na2SO4 anhydre) dont les sulfates proviennent de l'oxydation de la pyrite (FeS2) contenue dans l'argile ayant servi à la fabrication des briques. Dans ce cas, le mot salpêtre doit être considéré au sens premier du terme : le "sel de la pierre" et ne pas être pris erronément comme synonyme d'une source de nitrates. En effet, la plupart des argiles ayant été déposées en conditions marines réductrices, elles ont été sujettes à la réaction de dénitrification et ne contiennent pas de nitrates.

### Action des bactéries nitrifiantes
Les bactéries nitrifiantes ont besoin de l'ammoniac de l'eau du sol ou de l'environnement du lieu et du carbonate de potassium contenu dans les murs ; le résidu de la fermentation est la production du salpêtre. La transformation dénommée nitrification comporte en elle-même deux étapes : la nitrosation et la nitrification proprement dite qui se termine au contact du dioxygène de l'air pour former le nitrate de potassium ou salpêtre.

## Utilisations

### Comburant
Le nitrate de potassium est également connu comme propergol de fusée en association avec un glucide tel que le saccharose (sucre en poudre) ou le glucose ou bien un polyol tel que le sorbitol (65 % de nitrate de potassium et 35 % de sorbitol). Mélangés puis fondus, ils se lient très bien pour former un propergol solide en refroidissant (Rocket candy).

### Salaisons de charcuterie
Depuis le Moyen Âge au moins, sans doute depuis même l'Antiquité[réf. souhaitée], du salpêtre est ajouté au sel lors de la salaison des aliments saumurés ; ses propriétés bactériostatiques l'ont fait classer parmi les conservateurs, son code européen étant E252 et sa DJA 5 mg/kg de masse corporelle. À l'emploi, il forme des ions nitrite puis du monoxyde d'azote qui transforme la myoglobine — rouge — de la viande en nitrosomyoglobine, rose, qui donne leur coloration typique à certaines charcuteries : jambon, salamis…, c'est pourquoi il « permet de fabriquer des produits qui — visuellement — ressemblent aux charcuteries traditionnelles. Le principal avantage du nitrate tient à la rapidité : là où un jambon naturel demande au minimum neuf mois pour que la chair acquière sa coloration caractéristique, un jambon au nitrate de potassium peut être prêt en 90 jours. »
Dans son étude sur l'histoire des charcuteries et des additifs, le journaliste Guillaume Coudray raconte comment la filière chimique a révolutionné le processus de fabrication des viandes, « pour créer des produits carnés standardisés, à grande échelle et à la chaîne, délaissant les techniques traditionnelles pour la mécanisation et le fordisme. Les usines américaines remplacent les charcutiers par des experts chimistes, des meat-scientists et des ouvriers packers. Dans cette compétition effrénée à la productivité, le nitrate est incontournable : il permet de réduire les durées de fabrication et le temps de maturation de la viande. Sans additifs nitrés, impossible de produire une viande aussi vite. Seule une maturation longue et minutieuse peut défier ces produits chimiques. Portées par le dogme productiviste, les firmes américaines généralisent et exportent ces « charcuteries rapides », « instantanées » à toute l'Europe, qui adopte bon gré mal gré ces méthodes. »

### Remèdes et pharmacie
Depuis l'Antiquité, une vertu aphrodisiaque lui a même été attribuée. Sous le nom de nitre, il pouvait être un ingrédient de remèdes tels que l'opiat antiscorbutique, un des remèdes de la pharmacopée maritime occidentale au XVIIIe siècle. On retrouve le salpêtre en pharmacie comme diurétique.

### Jardins
Les jardiniers avertis l'utilisent parfois pour se débarrasser des souches d'arbres par combustion. Il suffit de percer des trous de 15 à 30 cm de profondeur avec la plus grosse mèche possible sur tout le pourtour de la souche. Remplir les trous avec du nitrate de potassium. Laisser reposer plusieurs mois en rajoutant du nitrate de potassium si nécessaire. Il suffit alors d'allumer un feu au-dessus de la souche pour qu'elle prenne et au bout de quelques jours la combustion souterraine aura réduit les racines en cendres.

### Autres utilisations
Certains aquariophiles l'utilisent aussi comme source peu onéreuse et précise de nitrate et de potassium pour les plantes d'aquarium.
Les chimistes utilisent les dérivés du nitrate de potassium dans des applications aussi variées que la production d'engrais, de solvants, de teintures minérales et végétales, ou de l'antirouille.
Il constitue la composante active dans le pont salin de diverses piles électriques.
Il est utilisé dans certains dentifrices contre l'hypersensibilité dentaire (il désensibilise le nerf).

## Histoire de sa production
Historiquement, le salpêtre était préparé dans un tas de compost (généralement 1,5 m de haut par 2 m de large par 5 m de long) comportant un mélange de fumier, de terre (ou de mortier ou de cendres de bois) et de matières organiques (paille) pour la porosité de l'ensemble.[citation nécessaire] Le tas était généralement protégé de la pluie et des infiltrations d'eau, maintenu humide avec de l'urine, il était retourné souvent pour accélérer la décomposition durant un an. Le liquide contenant des nitrates dissous était ensuite transformé en nitrates de potassium grâce à des cendres de bois riches en carbonate de potassium, puis cristallisé et raffiné pour produire un solide pulvérulent. Les personnes chargées de faire le salpêtre étaient les salpêtriers.
L'urine a également été utilisée dans la fabrication du salpêtre pour la poudre noire. Dans ce processus, de l'urine est placée dans un récipient contenant de la paille et laissée à mariner plusieurs mois, après quoi de l'eau permet de lessiver les sels solubles de la paille. Le processus est complété par un filtrage aux cendres de bois, ainsi que par un séchage au soleil et à l'air libre. Les cristaux de salpêtre peuvent ensuite être récupérés et mélangés à du soufre et du charbon de bois pour fabriquer la poudre noire.
Le nitrate de potassium peut aussi être produit à partir de dépôts de guano de chauve-souris dans les grottes. Il s'agit de la méthode traditionnelle au Laos pour la fabrication de la poudre à canon pour les roquettes Bang Fai. Sous l'Ancien Régime en Europe, sa fabrication fait l'objet d'une réglementation stricte constituant un monopole d'État.
Le plus ancien procédé de purification de nitrate de potassium est décrit en 1270 par un ingénieur et chimiste arabe, Hasan al-Rammah de Syrie, dans son ouvrage al-Furusiyya wa al-Manasib al-Harbiyya (« Le Livre de la cavalerie militaire et machines de guerre ingénieuse »), où il a décrit pour la première fois l'utilisation de carbonate de potassium (sous forme de cendres de bois) afin d'éliminer les sels de calcium et de magnésium, du nitrate de potassium impur.

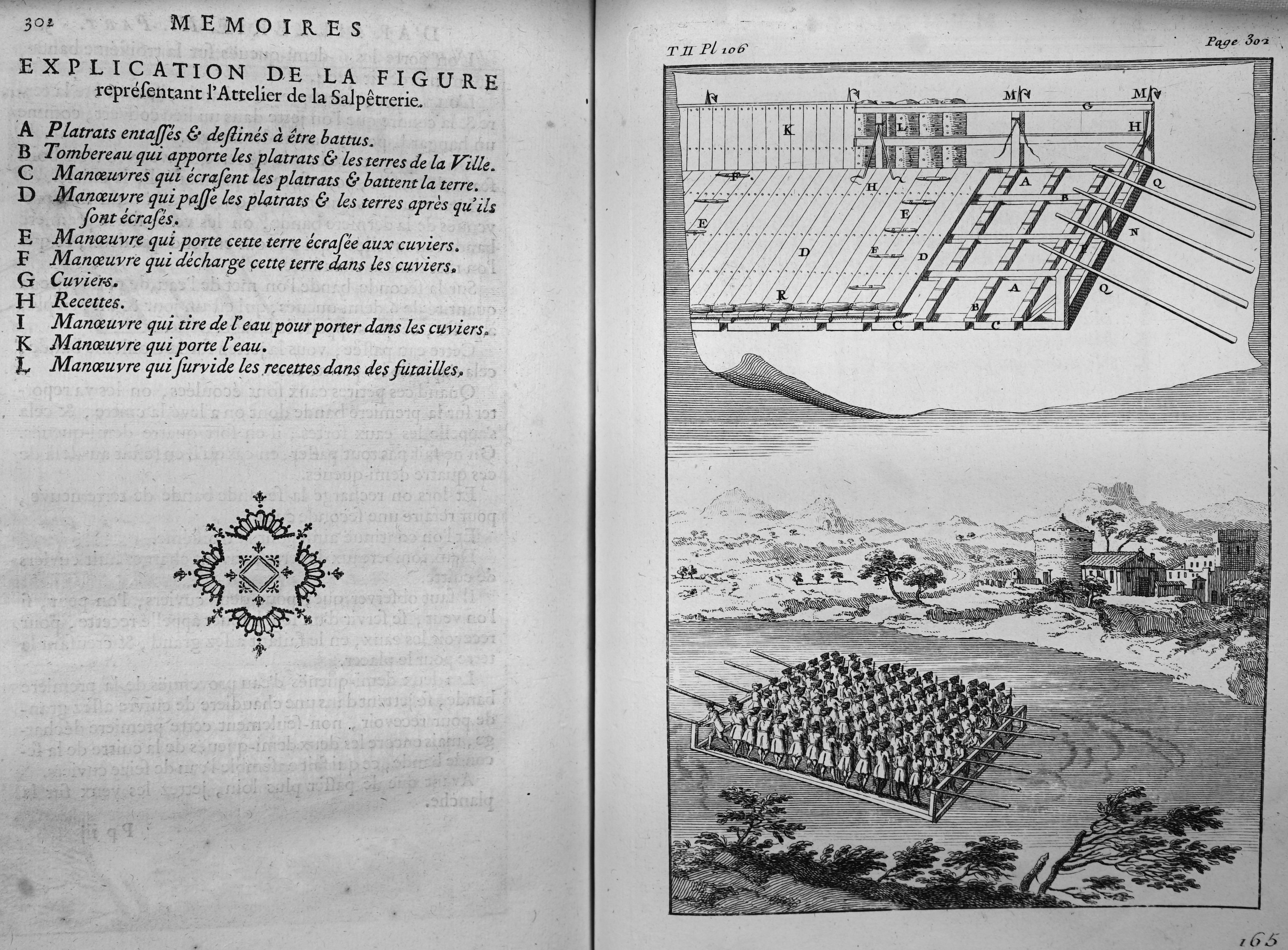
Étapes de fabrication,
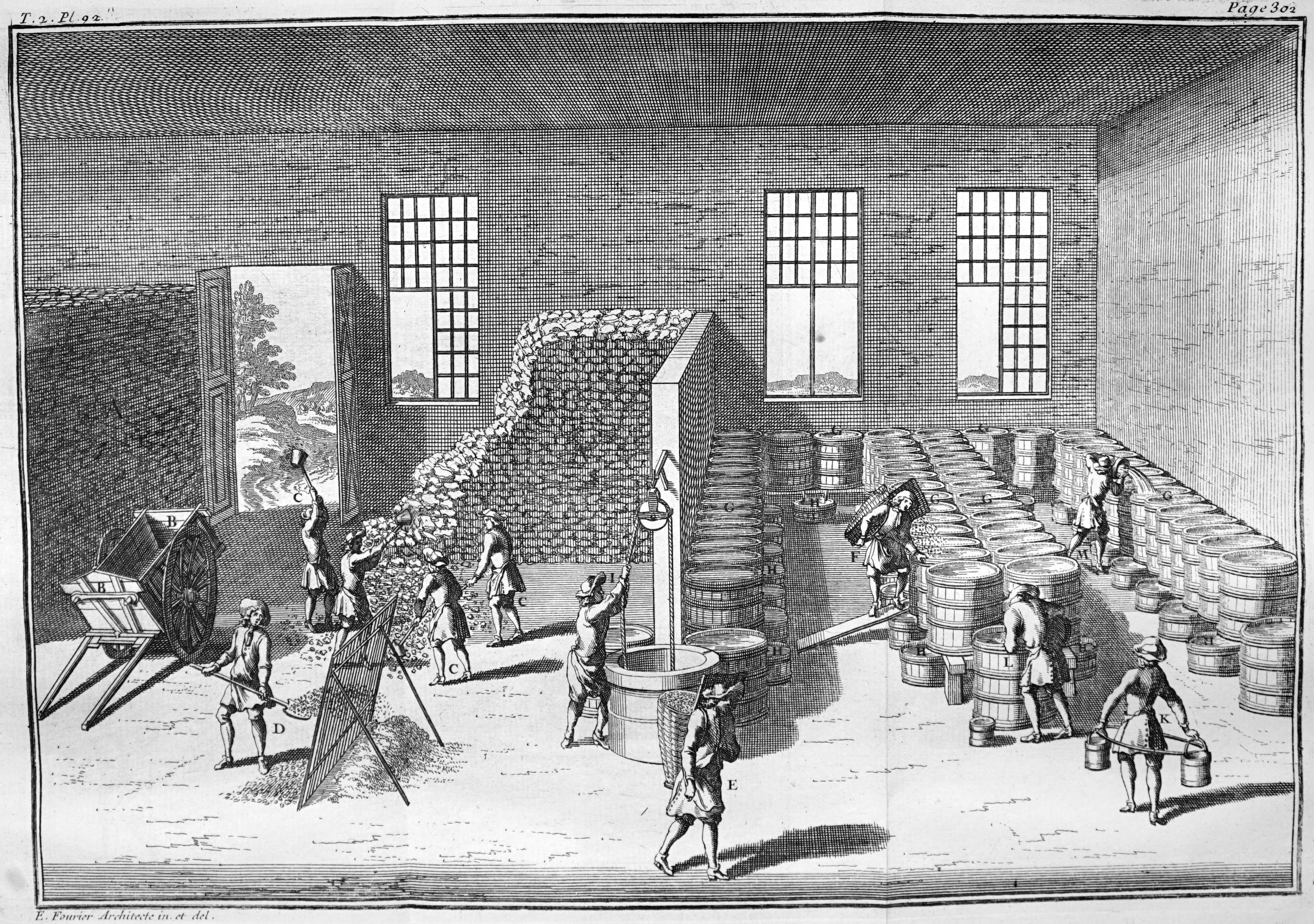
aux XVIIe et XVIIIe siècles,
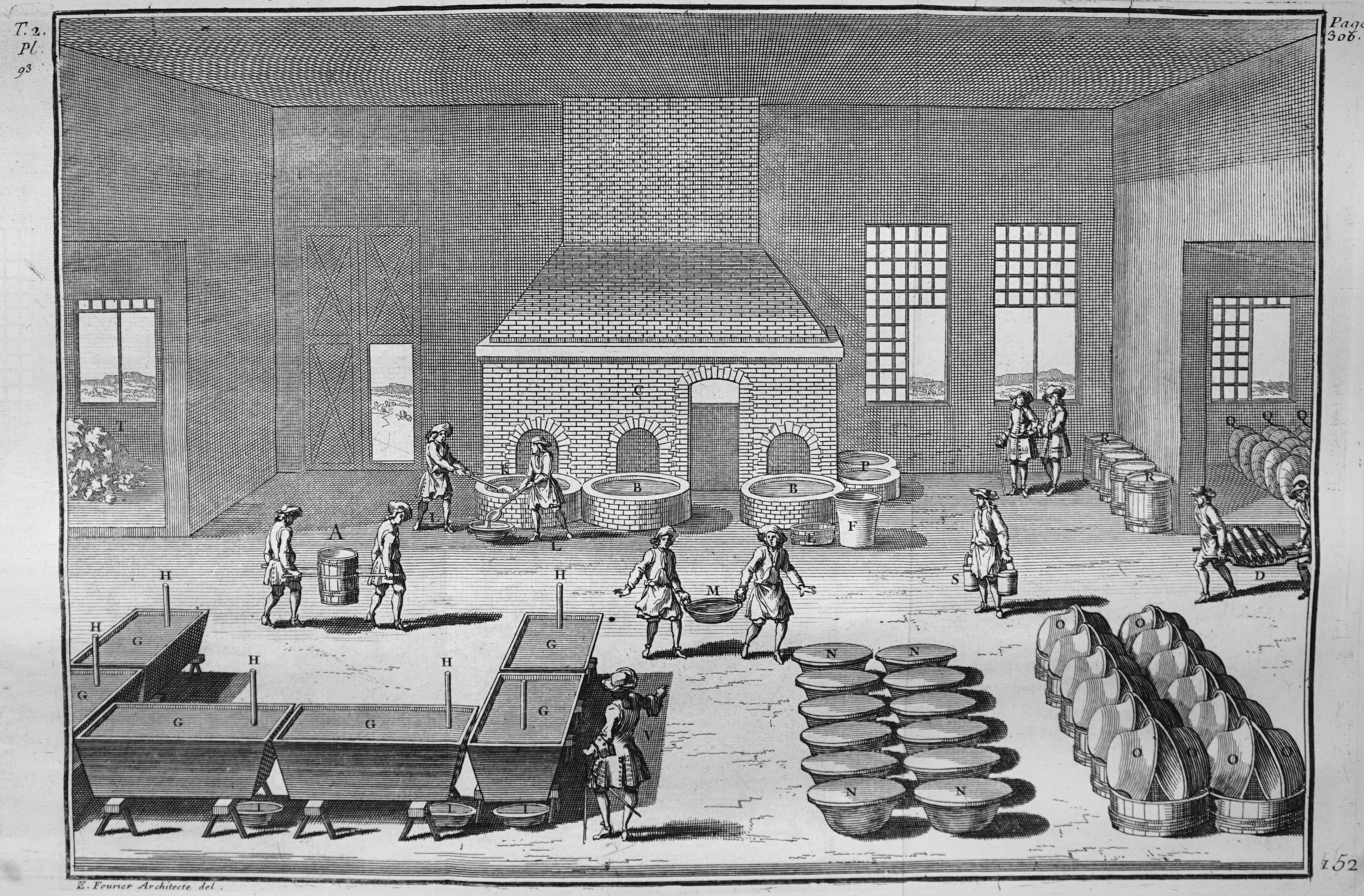
par Pierre Surirey de Saint-Remy.

### Durant la Révolution française

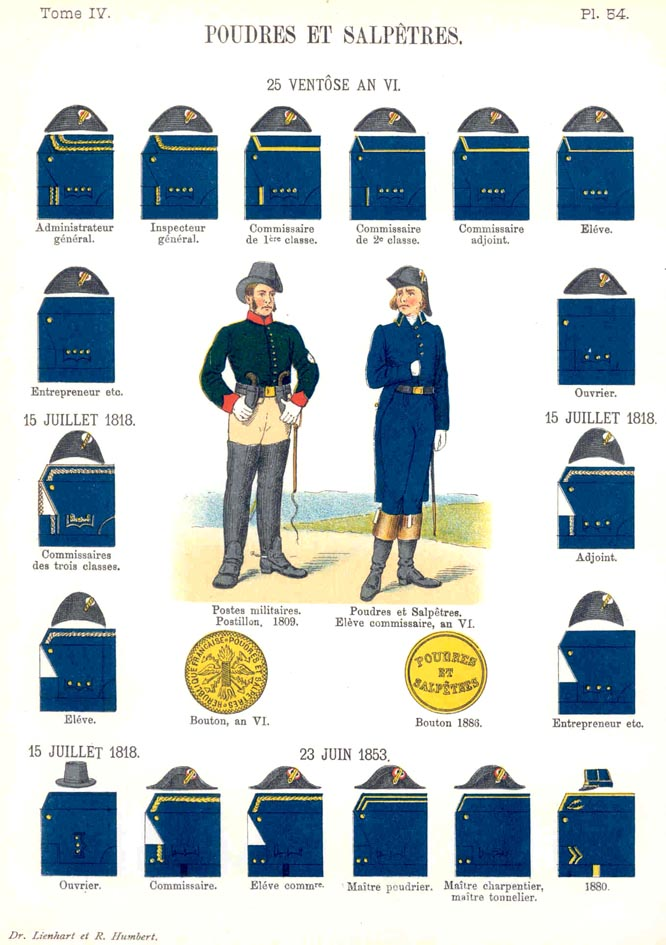
Service des poudres et salpêtre, 1798 (An VI). Uniformes de l'armée française.

La Régie des poudres et salpêtres a été créée peu avant la Révolution française, avec l'aide de grands chimistes (Turgot et Lavoisier) le 30 mai 1775.
La production de salpêtre se révèle insuffisante, lorsqu'à la naissance de la République, les frontières françaises sont menacées par les armées coalisées. L'enjeu est d'autant plus vital et stratégique que les Anglais en empêchent l'importation par le blocus maritime.

La production d'armes sera dynamisée, entre autres par Gaspard Monge. Le 4 décembre 1793, le Comité de salut public décrète l'« extraction révolutionnaire du salpêtre » : 

« On nous donnera de la terre salpêtrée, et, trois jours après nous en chargerons les canons ! »

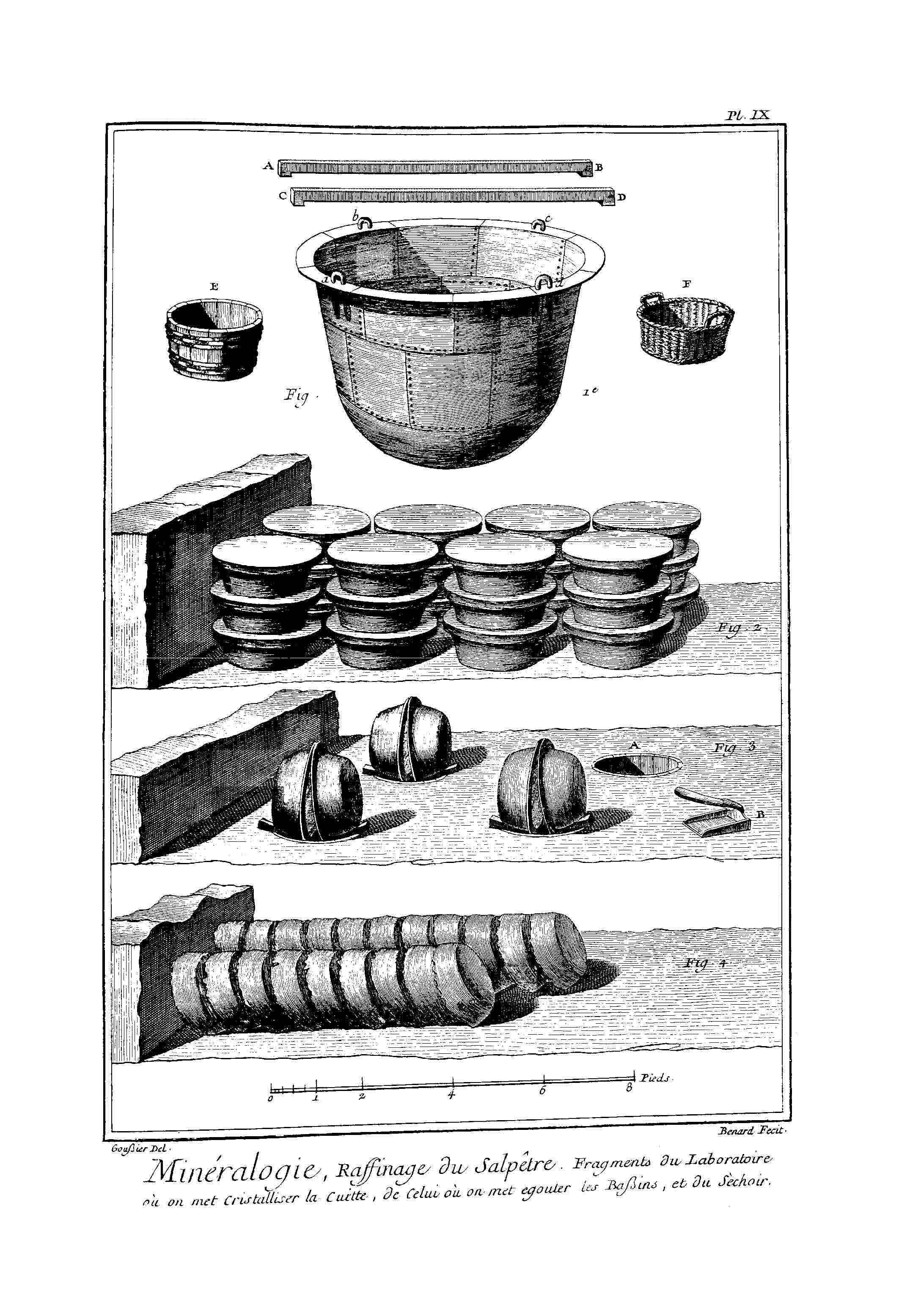
Raffinage du salpêtre, Encyclopédie de Diderot et d'Alembert, 1768.

L'optimisme révolutionnaire est à son comble. Chaque district de la République est prié d'envoyer deux jeunes qui reçoivent une formation. Ils deviennent formateurs dans leur district d'origine d'assistants pour les récoltes (dans les carrières, grottes et caves et caveaux), la purification ou le raffinage du salpêtre. Les explosions accidentelles seront fréquentes. Parmi les instructeurs, on compte Berthollet,.
Les énormes besoins de salpêtre, conduisaient souvent à une véritable chasse au salpêtre avec réquisition, parfois musclée, chez les particuliers qui étaient ainsi dépossédés de la terre gorgée de salpêtre récupérée au bas de leurs murs. Ces véritables commandos étaient équipés pour réaliser sur place le lessivage et la concentration du salpêtre, qui était ensuite dirigé dans l'urgence vers les usines des poudrières.
En 1794, une chanson de propagande révolutionnaire, Le Salpêtre républicain, encourage les Français à sauver la nation, ses lois et libertés contre la « pirates d'Albion » et l'Allemagne, tout en déclarant que la France sera connue comme « vainqueur des bons par la bonté et des méchants par le salpêtre ».
Beaucoup d'enceintes d'églises seront mobilisés pour la production du salpêtre (par exemple dans l'église Saint-Merri de Paris) ; la fabrication du salpêtre causait des dommages aux bois et aux murs à défaut de prendre certaines précautions; les révolutionnaires faisaient donc d'une pierre deux coups en récupérant le salpêtre et détruisant ces églises.
On créa également à cette époque de nombreuses nitrières artificielles dont, comme pour la terre, le salpêtre était récupéré par lessivage, purification et cristallisations successives. Ces nitrières demandaient cependant plusieurs années avant de produire.
Dans le calendrier républicain, Salpêtre était le nom donné au 9e jour du mois de nivôse.
Le monopole d'état pris fin en 1819.

### Production industrielle

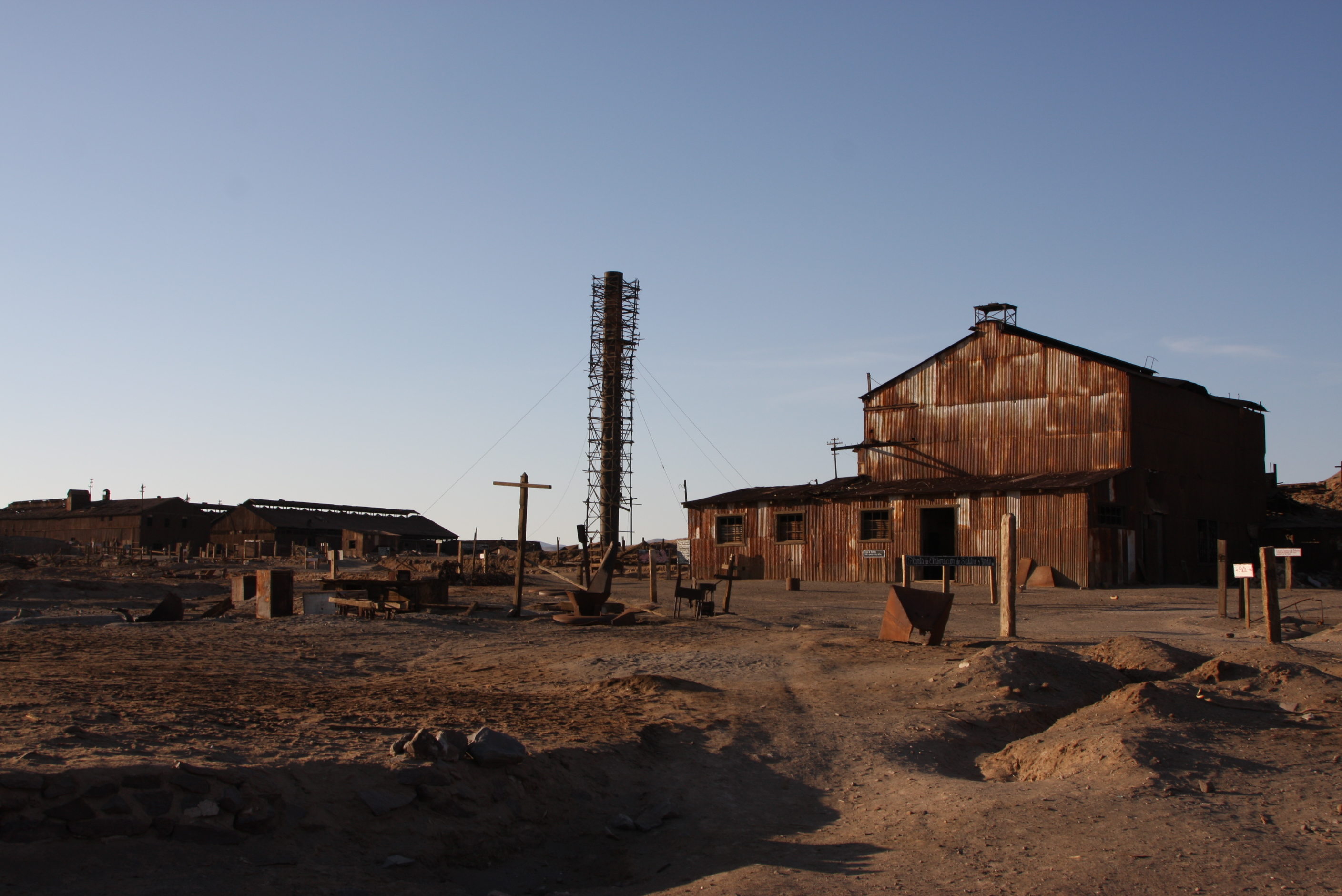
Mine de salpêtre désaffectée, Humberstone (Chili).

Au cours du XIXe siècle et jusqu'à la Première Guerre mondiale, le nitrate de potassium est produit à une échelle industrielle, à partir du caliche ou minerai de nitrates des côtes arides au nord du Chili en Amérique du Sud.
Les progrès de la chimie des gaz commencent avec le procédé Birkeland-Eyde mis au point en 1905. Ce procédé utilise des arcs électriques dans l'air pour produire du monoxyde d'azote. Celui-ci réagit avec l'oxygène puis l'eau pour donner l'acide nitrique.
Le monoxyde d'azote sera plus tard synthétisé par l'efficace procédé Ostwald, qui utilise l'oxydation de l'ammoniac sur platine issu du procédé Haber. Ce dernier procédé est utilisé à l'échelle industrielle pour la chimie des engrais dans les années qui précèdent la Première Guerre mondiale. Il s'avère alors crucial pour l'Allemagne d'acquérir l'autonomie en approvisionnement d'acide nitrique et de ses dérivés nitrés pour ses débouchés dans l'industrie d'armement en temps de guerre. Les dépôts de nitrates naturels se trouvant surtout en Amérique du Sud, par exemple le fameux salpêtre du Chili, ils étaient de facto contrôlés puis sous blocus de la flotte de l'Empire maritime de Grande-Bretagne. Au déclenchement des hostilités, la maîtrise technique de la filière par l'hégémonique chimie allemande permettra la poursuite acharnée de la guerre après 1917. Une des sanctions du traité de Versailles de 1919, après l'effondrement allemand fin 1918, sera le démantèlement et la confiscation de cette industrie pionnière.
En 1920, la production des engrais comme les industries d'armement, utilisent surtout les nitrates du Chili. Mais la production sud-américaine va subir la terrible concurrence de la chimie des gaz, en particulier la filière de l'ammoniac de synthèse.
Au XXIe siècle, la très grande majorité des nitrates sont produits par de l'ammoniac obtenu par le procédé Haber.

## Accidents
Des explosions accidentelles dues au salpêtre utilisé en poudre explosive ou à d'autres formes de nitrates (engrais, munitions…) sont documentées depuis avant le Moyen Âge, avec quelques exemples marquants, et par ordre chronologique :
- l'explosion de la poudrière de Delft qui, le 12 octobre 1654 à 10 h 15 du matin, a rasé le centre de la ville de Delft aux Pays-Bas ;
- l'explosion de la poudrière de Grenelle, à Paris en septembre 1794 (durant la Révolution, juste après la Terreur), avec plus de mille morts ;
- l'explosion de la poudrière de Lagoubran (magasin à poudre de la Marine nationale, originellement construit entre La Seyne et Toulon dans une zone déserte, réfectionnée en 1884), dans la nuit du 5 mars 1899, produisant un immense nuage de fumée noire et fétide, un bruit perçu selon Le Petit Var jusqu’à Barcelonnette[22] ;
- l'explosion de la poudrière de Windsor l'après-midi du 16 juillet 1901 (poudrière de la Hamilton Powder Co.) ; elle a fait un mort et un blessé, ainsi que 25 000 $ de dégâts, avec une détonation entendue à huit et dix milles à la ronde et un tremblement de terre de plusieurs secondes perçu à deux ou trois milles à la ronde[23].